# ランドスケープ学科の一覧
ランドスケープ学科の一覧（ランドスケープがっかのいちらん）は、ランドスケープ学科のある教育機関の一覧である。
世界の多くの地域の大学をはじめとする教育機関が、ランドスケープ学の学士資格を提供している。

## アメリカ大陸

### カナダ
- ブリティッシュコロンビア大学（環境デザインの修士課程および学士号）
- グエルフ大学
- マニトバ大学（修士課程のみ）
- モントリオール大学
- トロント大学（修士課程のみ）
- カルガリー大学（造園修士）

### アメリカ
- アカデミー・オブ・アート大学（ASLA承認なし）
- オーバーン大学（修士課程のみ）
- アリゾナ州立大学（学士課程および新しい修士課程）
- アリゾナ大学（修士課程のみ）
- アーカンソー大学（学士課程のみ）
- ボール州立大学（学士および修士課程）
- ボストン建築大学（BLA + MLA）
- ブリガムヤング大学アイダホ（学士のみ）
- カリフォルニア工科大学、サンルイスオビスポ校（学士課程のみ）
- カリフォルニア工科大学ポモナ校
- カリフォルニア大学バークレー校
- カリフォルニア大学デービス校（学士課程のみ）
- チャタム大学（修士課程のみ）（新規受講者なし、プログラム終了）
- ニューヨークのシティカレッジ（修士課程のみ）
- クレムソン大学
- コロラド州立大学（学士課程、修士課程2010年導入）
- コロラド大学デンバー校（修士課程のみ）
- コネチカット大学（学士課程のみ）
- コーネル大学（農業生活科学部）（BS＆MLA）
- デラウェア大学（農業天然資源大学）（BS）
- フロリダ大学
- フロリダ国際大学（FIU建築学部）
- ジョージア大学（環境デザイン大学）
- ハーバード大学（修士課程のみ）
- アイダホ大学（BS＆MLA）
- イリノイ大学アーバナシャンペーン校
- イリノイ工科大学
- アイオワ州立大学
- カンザス州立大学
- ケンタッキー大学（学士課程のみ）
- ルイジアナ州立大学
- メリーランド大学カレッジパーク（学士課程および修士課程）
- マサチューセッツ大学アマースト
- ミシガン州立大学（学士課程のみ）
- ミシガン大学（修士課程のみ）
- ミネソタ大学（修士課程のみ）
- ミシシッピ州立大学
- モーガン州立大学（修士課程のみ）
- ネブラスカ大学リンカーン校
- ネバダ大学ラスベガス校（学士課程のみ）
- ニューメキシコ大学（修士課程のみ）
- ノースカロライナA＆T州立大学（学士課程のみ）
- ノースカロライナ州立大学
- ノースダコタ州立大学（学士課程のみ）
- ノースイースタン大学
- オハイオ州立大学
- オクラホマ州立大学（学士課程のみ）
- オクラホマ大学（修士課程のみ）
- オレゴン大学（BLA、MLA、PhD）
- ペンシルバニア大学（修士課程のみ）
- ペンシルバニア州立大学（学部および大学院プログラム：BLA、MLA、MSLA、PhD）
- フィラデルフィア大学（学部：BLA）
- パデュー大学（学士課程のみ）
- ロードアイランド大学（学士課程のみ）
- ロードアイランドスクールオブデザイン
- ラトガース大学（学士課程および最近の修士課程）
- 南カリフォルニア大学（MLA）
- ニューヨーク州立大学-環境科学と林業（SUNY-ESF）（BLA、MLA、[1] MS＆BLA / MS Fast Track）
- テンプル大学（ランドスケープアーキテクチャの修士号および科学ランドスケープアーキテクチャの学士号）
- テキサスA＆M大学
- テキサス工科大学
- テネシー大学ノックスビル校（修士課程のみ）
- テキサス大学アーリントン校（修士課程のみ）
- テキサス大学オースティン校（修士課程のみ）
- ユタ州立大学（BLA、B + MLA加速学位、MLA、PhD）
- バージニア工科大学および州立大学
- バージニア大学（修士課程のみ）
- ワシントン州立大学（認定BLAおよびMSLAプログラム）
- セントルイスのワシントン大学（修士課程のみ）
- ワシントン大学
- ウェストバージニア大学（認定BLAおよびMSLAプログラム）
- ウィスコンシン大学マディソン校（認定BSLAおよびMSLAプログラム）

### メキシコ
- UNAM（メキシコ国立自治大学）

### アルゼンチン
- UBA（Universidad de Buenos Aires　ブエノスアイレス大学）（学士課程）
- コルドバ大学（修士課程のみ）

### チリ
- UCENTRAL（中央大学）（学士課程）
- INACAP（Universidad INACAP）（学士課程）
- UC ユニバーシティカトリカデチリ（修士課程のみ）

### ブラジル
- UFRJ（リオデジャネイロ連邦大学）

### コロンビア
- 教皇ボリバル大学 (Pontificia Bolivariana) （修士課程のみ）

### ウルグアイ
- 共和国大学 (Universidad de la República)  - arquitecturaおよびagronomia学科

## ヨーロッパ

### オーストリア
- 天然資源および生命科学大学、ウィーン -ランドスケープアーキテクチャおよびランドスケーププランニング（学士および修士）
- ジャンブルーアグロバイオテック (Gembloux Agro-Bio Tech) 、リエージュ大学（学士および修士）、ジャンブルー
- ゲント大学 (Hogeschool Gent)  -School of Arts（vakgroep Architectonisch Ontwerp）（学士）、ゲント
- エラスムススクールブリュッセル (Erasmushogeschool Brussel) （学士）、アンデルレヒト
- オート・エコール・ルシア・デ・ブルケール（学士）、アンデルレヒト

### ブルガリア
- 林業大学 (University of Forestry)  - ソフィア、ブルガリア（修士課程のみ）

### フランス
- Agrocampus Ouest、アンジェ、ランドスケープエンジニア
- ENSPヴェルサイユ、リール、ボルドー、マルセイユ、ランドスケープアーキテクト
- ENSPNP Blois、ランドスケープアーキテクト
- ESAJ、パリ、ランドスケープアーキテクト
- フランス、ガーデンデザインアカデミー（遠隔教育コース）

### ドイツ
- ボース応用科学大学ベルリン (Technische Fachhochschule) 　ベルリン
- ベルリン工科大学
- ドレスデン工科大学
- Hochschuleテクニック・ドレスデン
- アンハルト応用科学大学 (Hochschule Anhalt Bernburg)
- ライプニッツ大学ハノーバー
- ミュンヘン工科大学
- ウェイヘンステファン - トリエスドルフ応用科学大学 (ZFachhochschule Weihenstephan-Triesdorf)
- エアフルト応用科学大学（Fachhochschule Erfurt）
- ヴィルツァフトとウムヴェルト・ニュルティンゲン
- ノイブランデンブルク応用科学大学（HS-NB）
- Hochschule Geisenheimラインマイン応用科学大学

### ハンガリー
- ブダペシュト・コルヴィヌス大学 –ランドスケープアーキテクチャ学部（BA / BSc、MA / MSc、MLA-4学期-英語-マスタープログラム）

### イタリア
- ピサ大学（緑地と景観の設計と計画の修士号）
- トリノ大学
- ジェノア大学
- ボローニャ大学
- ローマ大学ラサピエンツァ校
- レッジョディカラブリア大学（BA、PhD）
- フィレンツェ大学（修士、博士）
- ペルージャ大学
- パレルモ大学
- ナポリ大学フェデリコ2世（修士プログラム建築学部、BSc農学部）
- パドヴァ大学（学士課程のみ、農学部）
- ミラノ工科大学（ランドスケープアーキテクチャの修士号-ランドランドスケープヘリテージ）

### アイルランド
- ダブリン大学

### ノルウェー
- ノルウェー生命科学大学（NMBU）（ランドスケープアーキテクチャの5年修士プログラム）
- オスロ建築デザイン大学院（AHO）（オスロとトロムソの5年間のランドスケープ建築修士課程および2年間のランドスケープ建築修士課程）

### ポルトガル
- Instituto Superior de Agronomia、リスボン
- ポルト大学、ポルト
- エヴォラ大学、エヴォラ
- アルガルヴェ大学ファロ校
- トラスオスモンテエアルトドウロ大学、ヴィラレアル

### ルーマニア
- 農学獣医学部 -ブカレスト園芸学部（造園学の4年制学士号）
- 建築都市計画大学「Ion Mincu」 - ブカレスト造園学部
- レイフアンカルロス大学 。ランドスケープアーキテクチャの学士号。
- マドリードカミロ・ホセ・セラ大学院（学士号）
- Cátedrade Paisajismoカスティーヨ・デ・バトレス（修士課程および博士課程）
- 教皇庁寄付カスティージョ・デ・バトレス大学（継続教育：キャンパス内およびオンライン）
- Escuela Gallega del Paisaje - フアナ・デ・ベガ　FundaciónJuana de Vega（ランドスケープ・アーキテクチャーの準修士課程）

### スウェーデン
- スウェーデン農業科学大学 Alnarp（SLU Alnarp）Sveriges Lantbruksuniversitet、アルナープ、アルナープキャンパスは、スウェーデン最南端のマルメに隣接し、デンマークの首都コペンハーゲンに近接。アルナープには、ランドスケープデザイン、ランドスケーププランニング、環境心理学、ランドスケープ管理および建設教育など、ヨーロッパ最大のキャンパスがあり、キャンパスエリアには、植物園 Alnarpsparken（スウェーデン最大の公園の1つで、2,500本以上の木質植物があります）とAlnarp Rehabilitation Garden　があり、どちらも教育に活用されている。 アルナープリハビリテーションガーデンは主に、自然の重要性に関する研究と大学院教育、および人々の健康と幸福のためのガーデンで使用され、特にランドスケープデザインの重要性について調査されている。これらの前提条件は、景観建築の様々な分野における詳細な研究の機会を提供。ランドスケープアーキテクチャーで3年の学士号または5年の修士号を取得しさらに、すべての教育が英語で提供されるランドスケープアーキテクチャの2年間の国際修士プログラムがある[2]。
- スウェーデン農業科学大学 ウプサラ校（SLU Ultuna）Sveriges Lantbruksuniversitet 。ウプサラキャンパスは、スウェーデン最古の大学都市ウプサラに隣接し、スウェーデンの首都ストックホルムに近接。 SLU Ultunaは、ランドスケープアーキテクチャーで3年の学士号または5年の修士号を取得しさらに、「持続可能な都市化のためのランドスケープアーキテクチャ」には2年間の国際修士プログラムがあり、すべての教育は英語で提供[3]。

### 英国
- Writtle University College - ライターデザイン学校（WSD）
- エジンバラ芸術大学
- バーミンガムシティ大学
- キングストン大学、ロンドン
- イーストロンドン大学、ロンドン（ランドスケープアーキテクトの修士号）
- グリニッジ大学、ロンドン
- グロスターシャー大学
- リーズメトロポリタン大学
- マンチェスターメトロポリタン大学
- シェフィールド大学
- ニューカッスル大学（未来の風景架空の博士号と修士のみ）
- バートレット（ロンドン大学）

### その他
- クロアチア、ザグレブ大学農学部
- チェコ共和国、ブルノのメンデル大学
- チェコ共和国プラハのチェコライフサイエンス大学プラハ校
- チェコ共和国プラハチェコ工科大学
- TallinnaTehnikaülikool（タリン工科大学）、タリン、エストニア
- EestiMaaülikool（エストニアライフサイエンス大学）、タルトゥ、エストニア
- エストニア芸術アカデミー、タリン、エストニア
- アールト大学造形芸術大学、フィンランド
- ギリシャ東マケドニア・トラキア工科大学
- エピラス応用科学大学（TEI EP）、ギリシャ
- ラトビア大学生命科学技術大学、ラトビア、Jelgava
- リトアニア、ヴィリニュス、ヴィリニュス・ゲディミナス工科大学
- デルフト工科大学（Technische Universiteit Delft、TU Delft）デルフト、オランダ
- ワーゲニンゲン大学、ワーゲニンゲン、オランダ
- ワルシャワライフサイエンス大学、ワルシャワ、ポーランド
- クラクフ工科大学、クラクフ、ポーランド
- ヴロツワフ環境生命科学大学、ヴロツワフ、ポーランド
- セルビア、ノヴィサド大学農学部
- セルビア、ベオグラード大学森林学部
- スロバキア農業大学園芸および造園工学部、スロバキア、ニトラ
- HEPIA、ジュネーブ、スイス
- チューリッヒ工科大学、チューリッヒ、スイス
- HSR Technische Hochschule Rapperswil、ラッパースヴィル＝ジョナ、スイス
- コペンハーゲン大学、コペンハーゲン、デンマーク

## オーストラリア
- アデレード大学
- キャンベラ大学
- メルボルン大学
- ニューサウスウェールズ大学
- ディーキン大学
- クイーンズランド工科大学
- RMIT大学
- シドニー工科大学
- 西オーストラリア大学

## ニュージーランド
- リンカーン大学造園学部
- ユニテック工科大学
- ウェリントンのビクトリア大学

## アジア太平洋地域
- シンガポール国立大学、シンガポール
- ユニバーシティテクノロジーマレーシア
- プトラ大学マレーシア
- Teknologi大学、マレーシア
- モラトゥワ大学、スリランカ
- インドネシア・トリサクティ大学
- インドネシア　ボゴール農業大学
- バンドン工科大学（修士のみ）インドネシア
- Institut Sains dan Teknologi Nasional（インドネシア語版） 、インドネシア
- ウダヤナ大学、バリ、インドネシア
- チュラロンコン大学、タイ
- タイ・メージョ大学
- カセサート大学、タイ
- マハサラカム大学、タイ
- シルパコーン大学、タイ
- タマサート大学、タイ
- 北京林業大学、中国
- 清華大学、中国
- 華僑大学（英語版）、中国
- ブラカン州立大学、マロロス市、フィリピン
- フィリピン大学ディリマン校、フィリピン
- フィリピン、サンカルロス大学
- 国立台湾大学、台湾
- 東海大学、台湾
- ソウル大学校、大韓民国
- 嶺南大学校、大韓民国
- ソウル市立大学校、大韓民国
- 慶熙大学校、大韓民国
- 慶南科学技術大学校、大韓民国
- 成均館大学校、大韓民国
- 慶北大学校、大韓民国
- 大邱カトリック大学校、大韓民国
- 東国大学校、大韓民国
- 木浦大学校、大韓民国
- 全南大学校、大韓民国
- 嘉泉大学校、大韓民国
- 大邱大学校、大韓民国
- 東亜大学校、大韓民国
- 釜山大学校、大韓民国
- 全北大学校、大韓民国
- 江原大学校、大韓民国
- 順天大学校、大韓民国
- 慶州大学校、大韓民国
- 祥明大学校、大韓民国
- 公州大学校、大韓民国
- 韓京国立大学校、大韓民国
- 培材大学校、大韓民国
- 江陵原州大学校、大韓民国
- 中部大学校、大韓民国
- 淑明女子大学校、大韓民国
- 檀国大学校、大韓民国
- 圓光大学校、大韓民国
- 高麗大学校、大韓民国
- 尚志大学校、大韓民国
- ソウル女子大学校、大韓民国

### 香港
- 香港大学
- THEi
- 香港デザイン研究所（HKDI）

### 日本
- 東京農業大学 地域環境科学部 造園科学科、世田谷区、東京
- 東京農業大学短期大学部環境緑地学科（旧東京農業大学短期大学農業科造園コース造園学研究室
- 千葉大学園芸学部 緑地環境学科環境造園学プログラム（旧造園学科も含む）千葉大学#研究科 園芸学研究科 環境園芸学専攻緑地環境学コース（松戸キャンパス）千葉
- 南九州大学環境園芸学部、 環境園芸学科造園緑地専攻（旧園芸学部造園学科緑地工学コース、造園学コースを含む）大学院 園芸学･食品科学研究科園芸学専攻造園学分野、宮崎
- 西日本短期大学 園芸科 （緑地環境学科ランドスケープデザイン研究室（旧造園芸術コース造園研究室、緑地工学コース造園・森林研究室））、福岡
- 大阪公立大学農学部緑地環境科学科（旧大阪府立大学生命環境科学域 緑地環境科学類、旧生命環境科学部地域環境科学科） 及 大学院農学研究科（旧大阪府立大学生物環境科学研究科） 緑地環境科学専攻緑地計画学グループ / 緑地保全学研究グループ（旧園芸農学科園芸学コース造園学講座・農業工学科緑地計画工学講座・緑地環境計画学研究室：造園学・緑地計画学・景観計画・オープンスペース）大阪
- 京都府立大学 生命環境学部 環境デザイン学科  及 大学院 生命環境科学研究科 環境科学専攻 ランドスケープ学研究室（旧景観生態学研究室） 京都市左京区
- 北海道大学農学部 生物資源科学科及北海道大学#研究科農学院・農学研究院生物資源生産学専攻（園芸緑地学分野（講座）花卉・緑地計画学研究室（緑地計画学・自然公園）（旧農学科園芸学第二講座花卉造園学研究室）、北海道札幌市
- 筑波大学、茨城県つくば市
  - 筑波大学生命環境学群 生物資源学類 環境工学コース及び大学院 生命環境科学研究科 生物資源科学専攻・国際地縁技術開発科学専攻 自然地域計画研究室 （旧農林学類生物資源精算主専攻育林造園コース・生物環境造成主専攻森林環境コース）
  - 筑波大学理工学群 社会工学類 都市計画主専攻 及 筑波大学#研究科 システム情報工学研究科 社会工学専攻 システム情報系 緑地環境研究室
  - 筑波大学#2007年度入学者からの学群構成 デザイン主専攻 及 大学院人間総合科学研究科 博士前期課程芸術専攻 博士後期課程芸術専攻 環境デザイン領域
- 東京農工大学#農学部 地域生態システム学科 及 大学院農学研究院 自然環境保全学専攻 景観生態学研究室
- 東京工業大学#学院と類（2016年入学生以降） 第6類 都市・環境学コース 土肥研究室（空間論 コミュニティー・デザイン論 造園学、旧工学部社会工学科）及 大学院社会理工学研究科社会工学専攻 地域計画講座）、東京都府中市
- 信州大学農学部（南美濃キャンパス）農学生命科学科 森林・環境共生コース（旧森林科学科 田園環境工学コース）及 大学院 農学研究科 森林科学専攻 景観計画学・造園学研究室（旧森林工学科森林土木学講座造園学研究室）、長野県
- 京都大学農学部 森林科学科 及 大学院 農学研究科 森林科学専攻 環境デザイン学分野 環境デザイン学研究室（旧林学科造園学研究室） 地球環境学堂・学舎 景観生態保全論研究室
- 和歌山大学システム工学部 システム工学科環境システムコース（旧環境システム学科）及 大学院 システム工学研究科 システム工学専攻 デザイン科学クラスター 景観生態学研究室　和歌山市
- 奈良女子大学生活科学部 住環境学科 住環境学専攻 及 大学院 人間文化研究科 住環境学専攻（研究院生活環境科学系住環境学領域）ランドスケープデザイン都市デザイン分野（旧家政学部住居学科住居管理学研究室(住居学第二講座研究室)）奈良市
- 岡山大学農学部 総合農業科学科 環境生態学コース 緑地生態学・森林生態学研究室 及 旧園芸学科造園研究室　大学院環境生命科学研究科博士前期課程生命環境学専攻・博士後期課程環境科学専攻環境生態学講座緑地生態学分野森林生態学分野、岡山市
- 香川大学#学部 旧工学部安全システム建設工学科（現・創造工学科 建築・都市環境コース）自然環境マネジメント分野［緑地環境学、里山保全、植生管理］大学院工学研究科旧環境政策工学専攻（現・安全システム建設工学専攻）自然環境マネジメント分野森林生態学・環境緑化工学専修（旧農学部園芸学科造園学研究室）、高松市
- 九州大学芸術工学部 環境設計学科 及 九州大学芸術工学研究院・芸術工学府・芸術工学部、環境デザイン部門 ランドスケープ・社会環境デザイン 講座緑地保全学研究室（旧九州芸術工科大学環境設計学科環境工学講座） 環境･遺産デザイン部門 Landscape Ecology and Design Research Laboratory、福岡
- 宮城大学食産業学群及大学院 食産業学研究科 農・環境イノベーション領域 環境マネジメント分野（農村生態工学研究室（旧食産業学部環境システム学科及農・環境イノベーション領域旧ランドスケープ学専攻 ランドスケープデザイン研究室。旧宮城県農業短期大学農業科園芸専攻コース花卉園芸学研究室） - 宮城県仙台市
- 滋賀県立大学#学部・学科 環境建築デザイン学科 及 大学院環境科学研究科環境計画学専攻 環境意匠研究部門 ランドスケープ研究室、滋賀
- 東海大学芸術工学部建築環境デザイン学科　北海道旭川市
- 東北芸術工科大学#学部 建築・環境デザイン学科 ランドスケープコース 及 大学院デザイン工学専攻地域デザイン領域、山形県
- 多摩美術大学 美術学部 環境デザイン学科ランドスケープデザインコース、東京都世田谷区
- 明治大学#農学部 農学科 及 大学院 農学研究科 農学専攻 環境デザイン研究室（旧応用植物生態学研究室/アメニティ緑地学研究室、緑地意匠学研究室、旧緑地工学研究室 農業土木緑地学コース造園学研究室）、神奈川県川崎市多摩区
- 日本大学生物資源科学部、神奈川県藤沢市
  - 日本大学生物資源科学部生命農学科 (旧植物資源科学科）緑地環境科学研究室・大学院 生物資源科学研究科 生物環境科学専攻 造園系研究室：造園緑地学研究室、造園学研究室、緑地・環境計画学研究室（旧農獣医学部農学科造園研究室）、
  - 日本大学生物資源科学部 くらしの生物学科 住まいと環境研究室
  - 日本大学短期大学部#学科 生物資源学科[4]（旧生活環境学科（住環境コース））ランドスケープ学研究室、神奈川県藤沢市
- 長岡造形大学造形学部 建築・環境デザイン学科 及 大学院 造形研究科 空間計画学専攻 321研究室、新潟県長岡市
- 名古屋芸術大学大学院デザイン学研究科デザイン学科デザイン専攻、愛知県
- 名城大学農学部 生物環境科学科 及 大学院農学研究科農学専攻生物環境科学コース ランドスケープ・デザイン学研究室（旧農学科園芸第二講座花卉造園学研究室）、愛知県名古屋市
- 京都芸術大学（旧京都造形芸術大学）、京都市左京区
  - 京都芸術大学芸術学部 環境デザイン学科 環境デザインコース（旧京都芸術短期大学造園研究室、旧造形芸術学科ランドスケープデザイン研究室）及 大学院建築・ランドスケープデザイン領域・歴史遺産研究領域日本庭園・歴史遺産研究センター
  - 京都芸術大学通信教育部 デザイン科ランドスケープデザインコースランドスケープデザイン研究室/通信制大学院環境デザイン領域日本庭園専攻
- 大阪工業大学、大阪
  - 大阪工業大学#学部 都市デザイン工学科 環境デザイン・景観（ランドスケープ）
- 大阪芸術大学、大阪
  - 大阪芸術大学#学部（通学課程） 建築学科環境デザイン（旧環境デザイン学科、旧環境計画学科造園計画コース） 及 大学院芸術研究科博士前期課程芸術文化学専攻環境・建築研究領域/芸術文化学専攻環境・建築芸術学研究領域
  - 大阪芸術大学環境デザイン学科通信教育学科環境デザイン
- 神戸芸術工科大学#学部・学科 環境デザイン学科 都市・ランドスケープコース 及 大学院・芸術工学研究科総合デザイン専攻(修士課程) 環境デザインプログラム、兵庫県神戸市
- 恵泉女学園大学#学部 社会園芸学科園芸文化コース（旧恵泉女学園園芸短期大学園芸生活科造園コース, 旧人間環境学科園芸コース）、東京都多摩市
- 大分短期大学 園芸科 造園緑地課程コース造園・森林研究室 / 造園研究室、大分
- 東京大学、東京、日本
  - 東京大学農学部 応用生命科学課程 森林生物科学専修及び大学院農学生命科学研究科森林科学専攻森林資源環境科学講座（森林風致計画学研究室（旧林学科林学第二講座造園学教室）
  - 東京大学農学部 環境資源科学課程 緑地生物学専修、森林環境資源科学専修、国際開発農学専修及び大学院農学生命科学研究科 生圏システム学専攻 緑地生物学専修 緑地創成学研究室（旧農業生物学科緑地学専修コース園芸学第二研究室）
  - 東京大学大学院工学系研究科都市工学専攻（都市緑化講座）
- 淡路景観園芸学校、淡路島、兵庫県：兵庫県立大学#大学院緑環境景観マネジメント研究科（旧姫路工業大学大学院自然・環境科学研究科）淡路キャンパスの大学院
- 武庫川女子大学 建築学部 景観建築学科 および 大学院 建築学研究科 景観建築学専攻　兵庫県西宮市

## 中東
- ベイルート・アメリカン大学、ベイルート、レバノン
- バラマンド大学、アカデミアリバネーズデボザール、ベイルート、レバノン
- キングアブドゥルアズィーズ大学、ジェッダ、サウジアラビア
- ダンマーム大学、ダンマーム、サウジアラビア
- テヘラン大学、テヘラン、イラン
- シャヒドベヘシュティ大学、テヘラン、イラン
- タルビーヤト・モダッレス大学　Tarbiat Modarres University、テヘラン、イラン
- イマーム・ホメイニ国際大学、イラン・カズビン
- テクニオン（イスラエル工科大学）、イスラエル、ハイファ

## アフリカ
- カイロ大学、カイロ、エジプト
- 南アフリカ 、プレトリア大学（BSc + MLA）
- 南アフリカ、ケープタウン大学（修士課程のみ）
- ジョモケニヤッタ農工大学
- ジャング大学（学士課程、修士課程、木材、水、天然資源のエボロワスクール、農学および農学部FAAS）
- ナイジェリアのラゴス大学大学院、建築学科（修士課程のみ）
- アフマドゥベロ大学、ナイジェリア、カドゥナ州ザリア。大学院研究科、建築学科。（PGDLAおよびMLAプログラムのみ）